# Iwajla Klinke
Iwajla Klinke (geboren 1976 in Greifswald) ist eine deutsche Fotokünstlerin. Das Thema ihrer Arbeiten sind sakrale Traditionen und Bräuche.

## Leben
Iwajla Klinke wuchs in der DDR auf. Ihr Vater war ein bulgarischer Opernsänger, der starb, als sie sechs Jahre alt war. An der Freien Universität Berlin studierte sie Kunstgeschichte, Islamische und Jüdische Studien mit Abschluss im Jahr 2002. Sie arbeitete als freie Autorin für verschiedene Fernsehsender in Tel Aviv und Gaza, in Jordanien, Italien und Polen und drehte Dokumentarfilme, bevor sie sich der künstlerischen Fotografie zuwandte. Sie lebt in Berlin.

## Werk
Während eines Austauschjahres in Gaza, als sie für Fernsehberichte kurze Sequenzen schnitt, sei ihr die Macht des einzelnen Bildes bewusst geworden. Zurück in Berlin begann sie, fasziniert von Tattoos, die sich für sie wie „magische Texte“ lasen, tätowierte junge Menschen zu fotografieren, denen sie in den örtlichen Parks und Bars begegnete. Ihr Markenzeichen wurden jedoch lebensgroße Porträts von Kindern und Jugendlichen in zeremoniellen Gewändern traditionellen Brauchtums vor einem schwarzen Hintergrund. Sie fotografiert in Farbe mit einer digitalen Spiegelreflexkamera und arbeitet mit Tageslicht. Ihre Fotografien retuschiere sie nicht.
Auf der Suche nach alten Bräuchen und sakralen Ritualen, die bis heute weiterleben, reiste sie in kleine Dörfer der Lausitz und fotografierte Bräuche der Sorben, wie die Bescherkinder (Christkind) in Schleifer Tracht oder die Vogelhochzeit. Im rumänischen Banat nahm sie Kinder in Kirchweih-Trachten auf und im Alten Land bei Hamburg eine Blütenkönigin. Sie weitete ihre Suche in abgelegene Täler Tirols und auf schottische Inseln aus, reiste nach Brasilien, Mexiko und Afrika. Sie dokumentierte Karfreitag Prozessionen in abgelegenen Dörfern Mexikos, in Oaxaca und Michoacán, „dort, wo die Menschen, vor allem junge Männer, eine eigene Inszenierung, eine eigene Ikonographie für die Prozessionen geschaffen haben“ und ihr Gesicht hinter Masken verbergen, schrieb Jakob Strobel y Serra. Auf Iwajla Klinkes Bildern seien die Masken „erschreckend, beängstigend, berührend und grenzenlos in ihrer Phantasie.“
Für die Gruppenausstellung Reise nach Jerusalem. Künstlerische Positionen zu Religion, Tradition und Tabu widmete sie sich christlichen Bräuchen bei Prozessionen und Kirchgängen in Sizilien, die ihre Wurzeln häufig in vorchristlichen Traditionen haben.
„Infantes“ (königliche Kinder) war der Titel einer ihrer Einzelausstellungen. Das Lebensalter vor der Pubertät beschäftigt Klinke, weil es für sie die Zeit vor einer Verwandlung sei. Die Kinder würden die Bedeutung der Rituale, in deren Zentrum sie stehen, intuitiv erfassen. Über ihre Einzelausstellung mit dem Titel Kronen und Gladiolen schrieb Zeit Online: „Die Protagonisten ihrer Bilder wirken, als seien sie gerade aus dem dunklen Hintergrund herausgetreten. Das seitlich einfallende Licht bringt die Details ihrer Trachten zur Geltung: die filigran bestickten Stoffe, die Schleifchen, Glasperlen, den Häkelschmuck. […] Kindergesichter, die den Betrachter aus unserer Zeit heraus anschauen, als würden sie ins Jenseitige blicken, in eine Welt des Magischen.“

## Ausstellungen (Auswahl)
Einzelausstellungen
- 2011: Kronen und Gladiolen, Suvi Lehtinen Galerie, Berlin
- 2013: Ritual Memories, Galerie Voss, Düsseldorf
- 2014: Iwajla Klinke – Winter Birds for Peter's Throne, Galerie Polaris, Paris[7]
- 2018: Infantes, Museum Haus Löwenberg, Gengenbach
- 2025: The Nymphs are departed, Diözesanmuseum Freising[8]

Gruppenausstellungen und Beteiligungen
- 2011: Reflecting Reality – die Wirklichkeitsmodelle der Kunst, Sigmund Freud Museum, Wien, im Rahmen der Vienna Art Week[9][10]
- 2012: Reise nach Jerusalem. Künstlerische Positionen zu Religion, Tradition und Tabu, Kunstraum Kreuzberg/Bethanien
  - Ausstellungskatalog, herausgegeben von Stéphane Bauer und Zohar Fraiman, Kerber Verlag 2012, ISBN 978-3-86678-795-7
- 2018: Ein gemachter Mensch – Künstlerische Fragen an Identitäten, Kallmann-Museum, München[11]
- 2020: House of Rituals. Eine Ausstellung ohne Publikum, Vienna Art Week, Online-Ausstellung[12]

## Dokumentarfilm
- The Raging Grannies Anti Occupation Club, Deutschland/Italien 2006 (Kinofilm, 88 Min.)[13]